# ترشک برفی
ترشک برفی (نام علمی: Rumex nivalis) نام یک گونه از سرده ترشک است.